# One Time
«One Time» es una canción interpretada por el cantante canadiense Justin Bieber. La canción fue escrita por Christopher «Tricky» Stewart, Terius «The-Dream» Nash, y Kuk Harrell, y producida por estos último tres, en colaboración con el dúo JB & Corron. Es el primer sencillo de su EP debut, My World. Fue lanzada por primera vez en formato airplay el 18 de mayo de 2009, también fue lanzada a través de descarga digital en los Estados Unidos y Canadá el 7 de julio de 2009, y posteriormente fue lanzada en varios países durante el otoño de 2009. Una versión acústica de la canción, llamada edición My Heart fue puesta en venta en iTunes el 22 de diciembre de 2009. La canción cuenta con un ritmo moderado de pop y R&B e influencias de hip hop, y habla sobre un amor joven.
La canción recibió críticas positivas de los críticos contemporáneos, elogiando su producción, su voz y la calidad de la letra. La canción fue un éxito comercial, alcanzando el top 20 en Canadá, Estados Unidos, Alemania, Reino Unido, Francia y Nueva Zelanda y también entró en varias listas de otros países. La canción fue certificada disco de platino en Canadá y los Estados Unidos, por la Canadian Recording Industry Association (CRIA) y la Recording Industry Association of America (RIAA), respectivamente. El video musical retrata a Bieber en una fiesta, y la aparición especial de su amigo mentor, Usher y su amigo de la vida real, Ryan Butler. A partir de enero del 2010, el video había sido visto por más de 100 millones de veces en Internet. Bieber interpretó la canción en una serie de presentaciones en vivo incluyendo The Today Show, The Ellen DeGeneres Show y Good Morning America.

## Antecedentes

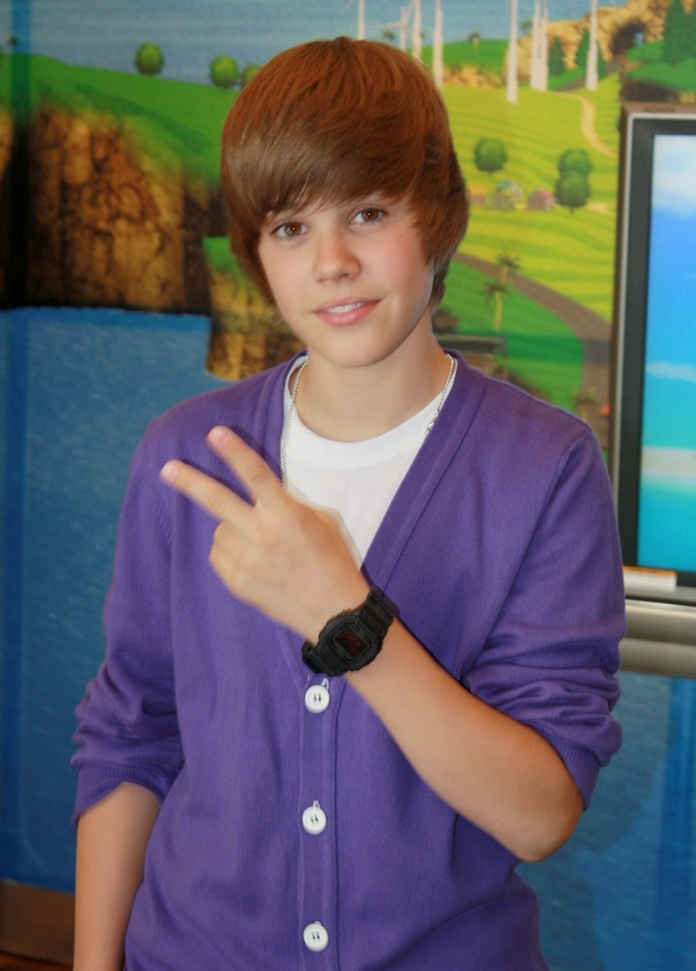
Bieber durante una presentación en Nueva York como parte de la promoción del sencillo.

Luego de que Bieber fuera descubierto en YouTube por Scooter Braun —su actual manager, su mudanza de Stratford, Ontario a Atlanta, Georgia y de conocer a Usher y firmar con Island Records, Braun comenzó a buscar a varios productores con los cuales pudieran trabajar en el debut de Bieber. La canción fue escrita para el cantante canadiense por los productores veteranos Christopher «Tricky» Stewart y Terius «The-Dream» Nash en colaboración con Kuk Harrell de RedZone Entertainment, como su sencillo debut. Antes de que se produjera y escribiera el debut de Bieber, Stewart y Nash habían recientemente hecho varios éxitos como «Single Ladies (Put a Ring on It)» de Beyoncé, «Obsessed» de Mariah Carey, «Throw It in the Bag» de Fabolous, entre otros. «One Time» fue producida por Stewart y el duo de producción JB & Corron, mientras Harrell realizó la mezcla vocal. James Bunton y Corron Cole también recibieron créditos de la escritura de la canción al igual que Thabiso Nkhereanye. Bieber grabó la canción en los estudios RedZone's Triangle Sound en Savannah, Georgia, Bieber también grabó algunas partes de la pista en los estudios Boom Boom Room en Burbank, California. El mezclado se realizó en Atlanta en los estudios Silent Sound por Dave Pensado y Jaycen-Joshua Fowler.

## Estructura
«One Time» se describe como un «ritmo moderadamente lento». Washington Post la llamó como una «pista modesta de club», junto con «Love Me». About.com lo describió como un «sólido ritmo mid-tempo». La canción está compuesta en la tonalidad de do menor. «One Time» tiene un ritmo moderado, la introducción y el outro son cantadas en un formato canta y cuenta, en el cual Bieber lo manifestaba repetitivamente en la frase Me plus you/Imma tell you one time («tú y yo, te lo voy a decir de una vez»). Los versos se cantan con el apoyo de infusos ritmos graves de R&B combinados con ligeros instrumentos de cuerdas de fondo en el mismo ritmo moderado antes de que el puente se prepare para el estribillo a través de las líneas Your World Is My World/ My Fight Is Your Fight/ My Breath Is Your Breath/ And Your Heart («Tu mundo es mi mundo/ mi lucha es tu lucha,/mi aliento es tu aliento/ y tu corazón»). El acompañamiento en el puente no es muy diferente al del resto de la canción, pero el ritmo se hace algo más lento antes del coro y el outro.

## Video musical

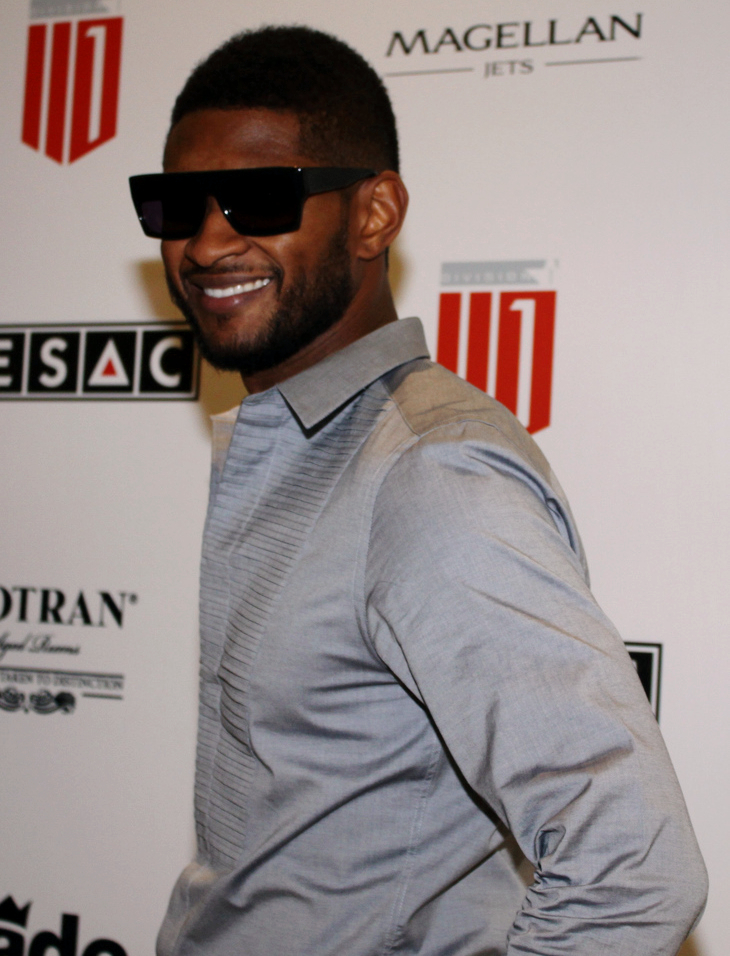
Usher, mentor musical y amigo de Bieber, aparece en el vídeo.

El vídeo musical, dirigido por Vashtie Kola, fue publicado por la cuenta oficial en YouTube de Bieber el 13 de junio de 2009, casi un mes antes de que el sencillo fuese lanzado en iTunes. Usher y Ryan Butler, uno de sus amigos más cercanos de Bieber, aparecieron en el vídeo. El vestuario de Bieber cuenta con una sudadera gris con capucha. A partir de enero de 2010, el video había sido visto por más de 100 millones de veces en Internet. Bieber hizo un comentario que dice que «fue realmente genial ir de mi webcam a vídeos profesionales» En una entrevista con Entertainment Weekly acerca del vídeo, Leah Greenblat dijo: «Bieber parece compartir muchas de las cualidades que hicieron que sus ídolos del Pop/R&B se hallan convertido en grandes estrellas, como una voz clara y flexible, estilos de un muchacho pinup, y habilidades instrumentales de buena fe».
En el video musical, Usher, Bieber y Butler todos se presentan como los dos últimos están en la casa de Usher, jugando videojuegos, Bieber recibe una llamada telefónica de Usher, en la que le pregunta si podía observar la casa hasta que él vuelva. Tras ponerse de acuerdo, Bieber tiene una fiesta en la casa y trata de acercarse a una chica en particular, interpretada por Kristen Rodeheaver, pero está decepcionado porque creía que había un vínculo, pero al final del vídeo cuando se sientan juntos en la piscina, Rodeheaver besa a Bieber en la mejilla, luego ella se va.

## Interpretaciones en directo
La primera presentación de la canción fue en el programa europeo The Dome. También interpretó «One Time» en MTV VMAs Tour procedente a los MTV Video Music Awards de 2009, el 26 de septiembre de 2009 se presentó en el programa The Next Star de la cadena de televisión canadiense YTV, y en The Today Show. Bieber también interpretó la canción en The Ellen DeGeneres Show el 3 de noviembre de 2009, en Good Morning America el 15 de noviembre de 2009,  en Lopez Tonight el 17 de noviembre de 2009, y The Wendy Williams Show el 27 de noviembre de 2009. Bieber también interpretó la canción como acto de apertura en la gira de Taylor Swift Fearless Tour en 2009. Después de las apariciones en televisión, y la gira promocional Urban Behavior Tour, Bieber viajó por Europa para promocionar el álbum, antes de regresar a Norteamérica para continuar con su gira promocional. Bieber interpretó la canción en Las Vegas en el cincierto de final de año Dick Clark's New Year's Rockin' Eve with Ryan Seacrest el 31 de diciembre de 2009. También se realizó una versión acústica de la canción en The Early Show. Bieber interpretó la versión acústica de la canción cuando fue estrella invitada en True Jackson, VP, durante una sesión en vivo con MTV.

## Recepción

### Comentarios de la crítica
Bill Lamb de About.com llamó a la canción un «inicio perfecto para la carrera de Justin Bieber"», dijo que la canción tenía un efecto de un joven Chris Brown, y elogió la producción de The-Dream y Tricky Stewart para el sencillo contemporáneo y comercial. Sin embargo Lamb criticó a la canción por ser demasiado «genérica», y que Bieber tenía poco espacio para mostrar su voz. Michael Menachem de Billboard la llama como «una canción pop distintiva de que también sirve para un frecuente adolescente de hip hop estético". También comparó a Bieber con Brown en la pista, y dijo que «el tenor [de Bieber] trae a la mente el debut vocal [de Brown] en "Run It!" en 2005, cuando también él tenía 15 años y en la cima del estrellato». A diferencia de Lamb, Menachem dijo que la canción «le dio a la voz de Bieber mucho espacio para brillar como él con confianza se irrumpe en el coro». Leah Greenblat de Entertainment Weekly nombró a la canción como una de las más populares del otoño de 2009, diciendo que «la legalidad pop-soul de Bieber con esta crónica refrescantemente apropiada para la edad del amor joven.». Kyle Anderson de MTV dijo que la versión acústica de la canción «despoja de lejos a los sintetizadores de la pista original y la tecnología y deja sólo la capacidad vocal de Bieber».

### Desempeño comercial
En Norteamérica, la canción entró tranquilamente en el número 95 en el Billboard Hot 100 en la semana del 25 de julio de 2009. La canción se mantuvo en la lista durante casi seis meses antes de que alcanzara el número 20 en la lista. Aunque la canción no ganó ningún impulso hasta el final de 2009, la canción llegó al número 89 en la lista de final de año de Billboard, también consiguió el puesto número 81 en la de fin de año Canadian Hot 100. También fue número 75 en la de fin de año Hot Digital Songs. Después de permanecer fuera de los primeros 20 de la lista durante unas semanas, en la semana del 9 de enero de 2010, debido al lanzamiento de «One Time: My Heart Edition» en iTunes, y el aumentó las ventas de My World, la canción hizo un salto de treinta posiciones del 47 al 17, alcanzando su máxima posición en la lista Billboard Hot 100. La canción alcanzó su punto máximo, en la posición número 32 en la lista Hot 100 Airplay de Billboard. La canción también alcanzó el puesto número 14 en Pop Songs. Alcanzó el número 12 en Canadá, país natal de Bieber, donde permaneció en la lista durante veinte semanas consecutivas. El sencillo fue certificado platino en Canadá por la CRIA en septiembre de 2009. Fue certificado platino por la RIAA en los Estados Unidos en enero de 2010, vendiendo más de un millón de copias.
La canción también ha logrado un éxito internacional. Se estrenó en Bélgica (Flandes y Valonia), debutando en las posiciones 72 y 46, en las extensiones oficiales de las listas, en las semanas del 17 de diciembre de 2009 y 16 de enero de 2010 en la respectiva lista de cada región. La canción debutó en Austria en la posición 71 en la semana del 4 de septiembre de 2009, y alcanzó su punto máximo en el número 30, permaneciendo durante once semanas en la lista. La canción debutó en el puesto 14 en Alemania, la cual se convirtió en su posición máxima en Media Control Charts. Se estrenó en los Países Bajos,  y llegó a la posición número 74 en su tercera semana en la lista, y se mantuvo en total de nueve semanas. En el European Hot 100 de Billboard llegó a la posición 29. En el Reino Unido, la canción no fue lanzada hasta el 11 de enero de 2010, debutó en la lista UK Singles Chart en el número 135, la semana siguiente, la canción logró el puesto número 11, su máxima posición en la lista. También consiguió el puesto número 31 en Irlanda.

## Formatos y lista de canciones
| Canadá y Estados Unidos - Descarga digital |                                                  |          |  |
| N.º                                        | Título                                           | Duración |  |
| 1.                                         | «One Time» (versión acústica) (edición My Heart) | 3:11     |  |

| Francia - Sencillo en CD |                                   |          |  |
| N.º                      | Título                            | Duración |  |
| 1.                       | «One Time» (versión del álbum)    | 3:34     |  |
| 2.                       | «One Time» (versión acústica)     | 3:12     |  |
| 3.                       | «One Time» (versión instrumental) | 3:34     |  |

| Reino Unido - Descarga digital |                                |          |  |
| N.º                            | Título                         | Duración |  |
| 1.                             | «One Time» (versión del álbum) | 3:34     |  |
| 2.                             | «Love Me»                      | 3:10     |  |

| Unión Europea - Sencillo en CD |                                |          |  |
| N.º                            | Título                         | Duración |  |
| 1.                             | «One Time» (versión del álbum) | 3:34     |  |
| 2.                             | «One Time» (versión acústica)  | 3:12     |  |

| Estados Unidos - Descarga digital |                            |          |  |
| N.º                               | Título                     | Duración |  |
| 1.                                | «One Time» (vídeo musical) | 4:03     |  |

## Listas y certificaciones
| País              | Lista (2009/10)           | Mejor posición | Ref.   |
| ----------------- | ------------------------- | -------------- | ------ |
| Alemania          | Media Control Charts      | 14             | [ 36 ] |
| Australia         | Australian Singles Chart  | 27             | [ 48 ] |
| Austria           | Austrian Singles Chart    | 30             | [ 36 ] |
| Bélgica (Flandes) | Belgian Singles Chart     | 62             | [ 35 ] |
| Bélgica (Valonia) | Belgian Singles Chart     | 44             | [ 35 ] |
| Canadá            | Canadian Hot 100          | 12             | [ 49 ] |
| Estados Unidos    | Billboard Hot 100         | 17             | [ 50 ] |
| Estados Unidos    | Pop Songs                 | 14             | [ 51 ] |
| Estados Unidos    | Top Heatseekers           | 6              | [ 52 ] |
| Francia           | French Singles Chart      | 13             | [ 53 ] |
| Irlanda           | Irish Singles Chart       | 31             | [ 41 ] |
| Nueva Zelanda     | New Zealand Singles Chart | 6              | [ 41 ] |
| Suiza             | Swiss Singles Chart       | 66             | [ 36 ] |
| Reino Unido       | UK Singles Chart          | 11             | [ 40 ] |
| Unión Europea     | European Hot 100          | 29             | [ 37 ] |

| País           | Lista (2009)             | Posición | Ref.   |
| -------------- | ------------------------ | -------- | ------ |
| Canadá         | Canadian Hot 100         | 81       | [ 54 ] |
| Estados Unidos | Billboard Hot 100        | 89       | [ 55 ] |
| País           | Lista (2010)             | Posición | Ref.   |
| Australia      | Australian Singles Chart | 93       | [ 56 ] |
| Reino Unido    | UK Singles Chart         | 123      | [ 57 ] |
| Unión Europea  | European Hot 100         | 80       | [ 58 ] |

| País           | Organismo certificador | Certificaciones | Simbolización | Ref.   |
| -------------- | ---------------------- | --------------- | ------------- | ------ |
| Australia      | ARIA                   | Oro             |               | [ 59 ] |
| Canadá         | CRIA                   | Platino         |               | [ 6 ]  |
| Estados Unidos | RIAA                   | Platino         |               | [ 7 ]  |
| Nueva Zelanda  | RIANZ                  | Oro             |               | [ 60 ] |

## Créditos y personal
Grabación
- Grabado en los estudios Triangle Sound en Savannah, Georgia y en The Boom Boom Room en Burbank, California
- Mezclado en los estudios Silent Sound

Personal
- Justin Bieber — Artista principal, voz principal
- James Bunton —	Compositor, productor
- Corron Cole — Compositor, productor
- Thabiso Nkhereanye — Compositor, productor
- Nina Persson — Coros
- Christopher «Tricky» Stewart — Compositor, productor
- Peter Svensson — Mezcla
- Jaycen-Joshua Fowler — Mezcla
- Dave Pensado — Mezcla
- Terius «The-Dream» Nash — Compositor, productor

Créditos adaptados a partir de las notas de My World y Allmusic.